# Hørsholm 79ers
El Hørsholm 79ers es un equipo de baloncesto danés que compite en la Ligaen, la primera división del país. Tiene su sede en la ciudad de Hørsholm. Disputa sus partidos en el Fire Arena. El equipo originalmente se creó en 1974, pero el actual equipo se formó después de la fusión de Horsholm Basket y Hobas en 2007.

## Resultados en la Liga Danesa
| Temporada | División | Liga   | Posición | Play-Offs        | Competición Europea |
| --------- | -------- | ------ | -------- | ---------------- | ------------------- |
| 2010–11   | 1        | Ligaen | 4        | Cuartos de Final | -                   |
| 2011–12   | 1        | Ligaen | 6        | Cuartos de Final | -                   |
| 2012–13   | 1        | Ligaen | 7        | Cuartos de Final | -                   |
| 2013–14   | 1        | Ligaen | 6        | Cuartos de Final | -                   |
| 2014–15   | 1        | Ligaen | 8        | Cuartos de Final | -                   |

## Palmarés
- Ligaen
  - Campeón (3): 1991, 1993, 1995
  - Subcampeón (1): 1997

- Copa Danesa
  - Subcampeón (1): 2013

## Jugadores destacados
| - Edis Subasic - Joshua King - Alexander Bak - Jonas Bergstedt - Jonas Bertram Bro - Adama Darboe - Soren Flaeng - Jonathan Gilling - Anders Haas - Philip Hertz - Casper Hesseldal - Zarko Jukic - Niclas Piechnik - Jens Thygesen - Allan Ehte - David Balaton - Attila Kovacs | - Morten Doc Hovgaard - Antanas Montrimavicius - Vaso Aleksic - Christian Larsen - Janusz Myslowiecki - Zarko Djuric - Igor Gavrilovic - Bojan Marinkovic - Dalibor Micic - Pedrag Oparnica - Miljan Petrovic - Joe Benjamin - Nick Billings - Jimmy Binnie - Billy Blackmon - Brenton Butler - Zach Carpenter | - Bonell Colas - Rob Fields - Duane James - Malcolm Leak - James Manuel - Austin McKellar - Jerald Minnis - Mike Oppland - Charles Perry - Demetrius Phillips - Derek Semenas - Brian Sigafoos - Alex Ward - Billy Williams - Jens Hakanowitz - O'Karo Akamune - Alejandro Rodríguez |